# Парламентські вибори в Естонії 2003
Парламентські вибори відбулися в Естонії у неділю, 2 березня 2003 року. Це були вибори членів Рійгікогу десятого скликання. Явка виборців склала 58 %.

## Результати
Загальна явка: 58,2 %, Кількість голосів: 494 888, Поріг: 5 % — 24 744,4.
За особистим мандату в парламент пройшло 14 кандидатів.
| Партія                                   | Голоси  | %     | Місця |
| ---------------------------------------- | ------- | ----- | ----- |
| Центристська партія                      | 125 709 | 25,4% | 28    |
| Res Publica                              | 121 856 | 24,6% | 28    |
| Партія реформ                            | 87 551  | 17,7% | 19    |
| Народний союз                            | 64 463  | 13,0% | 13    |
| Ісамаалійт                               | 36 169  | 7,3%  | 7     |
| Соціал-демократична партія               | 34 837  | 7,0%  | 6     |
| Об'єднана народна партія Естонії         | 11 113  | 2,2%  | -     |
| Естонська народна партія християн        | 5 275   | 1,1%  | -     |
| Партія незалежності                      | 705     | 0,5%  | -     |
| Соціал-демократична партія праці Естонії | 2 059   | 0,4%  | -     |
| Російська партія Естонії                 | 990     | 0,2%  | -     |
| Незалежні                                | 2 161   | 0,4%  | -     |